# Daydream (альбом Мэрайи Кэри)
Daydream — пятый студийный альбом американской певицы Мэрайи Кэри. Он был издан 26 сентября 1995 года в Соединённых Штатах Америки лейблом Columbia Records. Музыкально, Daydream немного отличался от предыдущих альбомов, поскольку Мэрайя всё в большей степени углублялась в стиль R&B и Hip-Hop. Такие публикации как: «Нью-Йорк Таймс», журналы «People» и «Тайм» назвали Daydream — одним из лучших альбомов 1995 года. Согласно статистике RIAA тиражи Daydream превысили 10 миллионов копий, проданных в одних только Соединённых Штатах. Альбом получил Бриллиантовый сертификат и является музыкальным бестселлером в США.

## Создание альбома
До создания Daydream голос Мэрайи Кэри не звучал так интенсивно и не передавал столько энергии. В новом альбоме отказались от оркестровой поддержки.

## Продажи альбома
Альбом дебютировал на первой строчке чарта Billboard 200 в США с продажами 224,000 экземпляров за первую неделю, и оставался на первом месте в течение 6 недель. Daydream держался в двадцатке лучших продаваемых альбомов непрерывно в течение 41 недели и во всем чарте — более 80 недель. В течение двенадцатой недели в чарте со дня выпуска альбома, его продажи достигли 760,000 проданных экземпляров. В это время Мерайа побила рекорд на самую высокую продажу альбомов за первую неделю среди исполнительниц. Альбом Daydream стал вторым музыкальным бестселлером США в 1996 году.
Альбом был одинаково успешен и за границей, достигнув первого места в Соединённом Королевстве, Австралии, Германии, Швейцарии, и Японии. Daydream стал самым успешным альбомом международного артиста в Японии, побив выпущенные альбомы Майкла Джексона и Ролинг Стоунс. К 2005 году Daydream стал вторым бриллиантовым альбомом Мерайи (согласно RIAA) с продажами более 10,000,000 копий, проданных в США. Согласно данным Sony BMG Music Entertainment и Universal Music Group, продажи альбома Daydream составляют около 25,000,000 копий по всему миру, что делает этот альбом вторым бестселлером Мэрайи после Music Box.

## Скандал на церемонии «Грэмми»
Daydream был одним из самых продаваемых и критически признанных альбомов 1995 года. Когда были объявлены номинанты престижной музыкальной церемонии «Грэмми», Daydream получил шесть различных номинаций. Критики начали предполагать, что Кэри соберёт все награды. На 38-й ежегодной церемонии «Грэмми», которая была проведена 28 февраля 1996 года в Shrine Auditorium, Лос-Анджелес, Кэри была артистом с наибольшим количеством номинаций. Исполнительница и группа Boyz II Men выступили с совместным хитом «One Sweet Day», получив очень положительные отзывы. Несмотря на это, во время постепенного оглашения победителей имя Кэри не прозвучало ни разу. Daydream не выиграл ни одной награды из шести номинаций, что привело в шок музыкальных критиков, которые считали его «альбомом года». После каждого поражения камера наводилась на лицо Кэри, которой было сложно показать улыбку. Разочарование на её лице было совершенно очевидным. Кэри номинировалась на «Грэмми» и в следующем году, однако она не появилась там. Впервые после 1996 года Кэри выступила на церемонии в 2006 года, когда она получила восемь номинаций со своим альбомом The Emancipation of Mimi, выиграв при этом три награды.

## Синглы
«Fantasy» — ведущий сингл звучит более современно, чем более ранние хиты Мэрайи. В основе создания песни был использован семпл «Genius Of Love» — Tom Tom Club, который был отличной мелодией к новой песне. Мэрайя тесно сотрудничала с продюсерами нового стиля — Sean «Puff» Daddy и Джермейном Дюпри. Последний работал с певицей в создании песен «Long Ago» и «Always Be My Baby» — песней, чьи ремиксы создают образ чистой мелодии любви.
Мэрайя ещё раз объединяется с музыкантом Уолтером Афанасьевым, с которым у неё были плодотворные творческие отношения. Музыка, созданная этой командой, была полна мелодичности и зрелой лирики. Так появилась песня «Looking In» — тема, которая ссылается на незащищённость Мэрайи. В песне «I Am Free» Мэрайя лирически изображает страдания, которое она преодолела до этого времени. Особенно певица гордилась песней «Underneath the Stars», которая напоминала ей популярные душевные баллады начала 70-х годов.
«One Sweet Day» — госпел-баллада наполненная надеждой, ведь несмотря на потерю любимого, в один прекрасный день они снова будут вместе. Фраза, «Хоть солнце и не светит одинаково, я всегда буду искать более яркий день» (англ. вариант «Although the sun will never shine the same, I’ll always look for a brighter day») — показывает надежду расставшихся. «One Sweet Day» был объявлен в двух номинациях 1996 Grammy Awards — Лучшая песня года и Лучшее музыкальное сотрудничество.

## Список композиций
1. «Fantasy»  (Мэрайя Кэри, Крис Франц, Тина Уэймут, Дейв Холл[англ.], Эдриан Белью, Стивен Стэнли) — 4:04
2. «Underneath the Stars[англ.]» (Кэри, Уолтер Афанасьефф) — 3:33
3. «One Sweet Day» (with Boyz II Men) (Кэри, Майкл Маккари[англ.], Натан Моррис[англ.], Ванья Моррис[англ.], Шон Стокман[англ.], Афанасьефф) — 4:42
4. «Open Arms[англ.]» (Стив Перри, Джонатан Кейн[англ.]) — 3:30
5. «Always Be My Baby»  (Кэри, Джермейн Дюпри, Мануэль Сил[англ.]) — 4:18
6. «I Am Free» (Кэри, Афанасьефф) — 3:09
7. «When I Saw You» (Кэри, Афанасьефф) — 4:24
8. «Long Ago» (Кэри, Дюпри) — 4:34
9. «Melt Away» (Кэри, Бэбифейс) — 3:42
10. «Forever» (Кэри, Афанасьефф) — 4:00
11. «Daydream Interlude» (Fantasy Sweet Dub mix) (Кэри, Франц, Уэймут, Холл, Белью, Стэнли)  — 3:04
12. «Looking In» (Кэри, Афанасьефф) — 3:35

### Международные бонус-треки
- «Slipping Away»
- «El Amor Que Soñé» («Open Arms» in Spanish)
- «Fantasy (Def Club Mix)»

## Позиции в чартах
| Чарт (1995)                            | Высшая позиция |
| -------------------------------------- | -------------- |
| Аргентина (CAPIF)                      | 7              |
| Австралия (ARIA)                       | 1              |
| Австрия (Ö3 Austria)                   | 5              |
| Бельгия/Фландрия (Ultratop)            | 6              |
| Бельгия/Валлония (Ultratop)            | 3              |
| Канада (RPM Top Albums/CDs)            | 2              |
| Канадаs (The Record)                   | 3              |
| Дания (Hitlisten)                      | 2              |
| Нидерланды (Album Top 100)             | 1              |
| Европа (Top 100)                       | 2              |
| Финляндия (Suomen virallinen lista)    | 12             |
| Франция (SNEP)                         | 2              |
| Германия (Offizielle Top 100)          | 1              |
| Венгрия (MAHASZ)                       | 13             |
| Ирландия (IRMA)                        | 6              |
| Япония (Oricon)                        | 1              |
| Новая Зеландия (RMNZ)                  | 1              |
| Норвегия (VG-lista)                    | 3              |
| Португалия (AFP)                       | 1              |
| Шотландия (Scottish Albums Chart)      | 6              |
| Испания (PROMUSICAE)                   | 5              |
| Швеция (Sverigetopplistan)             | 6              |
| Швейцария (Schweizer Hitparade)        | 1              |
| Великобритания (UK Albums Chart)       | 1              |
| Великобритания (UK R&B Albums Chart)   | 1              |
| США (Billboard 200)                    | 1              |
| США (Billboard Top R&B/Hip-Hop Albums) | 1              |

| Чарт (1995)                            | Позиция |
| -------------------------------------- | ------- |
| Австралия (ARIA)                       | 9       |
| США (Billboard 200)                    | 51      |
| США (Top R&B/Hip-Hop Albums Billboard) | 57      |
| Чарт (1996)                            | Позиция |
| Австралия (ARIA)                       | 9       |
| Канада (RPM)                           | 12      |
| Великобритания (UK Albums, OCC)        | 57      |
| США (Billboard 200)                    | 2       |
| США (Top R&B/Hip-Hop Albums Billboard) | 7       |

| Чарт (1990—1999)    | Позиция |
| ------------------- | ------- |
| США (Billboard 200) | 18      |

## Сертификации
| Регион | Сертификация   | Продажи    |
| --- | -------------- | ---------- |
| Австралия (ARIA) | 5× Платиновый  | 350 000^   |
| Австрия (IFPI Austria) | Золотой        | 25 000*    |
| Бельгия (BEA) | Платиновый     | 50 000*    |
| Бразилия | —              | 100,000    |
| Канада (Music Canada) | 7× Платиновый  | 700 000^   |
| Франция (SNEP) | 2× Платиновый  | 600 000*   |
| Германия (BVMI) | Платиновый     | 500 000^   |
| Япония (RIAJ) | Миллионный     | 1 000 000^ |
| Нидерланды (NVPI) | Платиновый     | 100 000^   |
| Новая Зеландия (RMNZ) | Платиновый     | 15 000^    |
| Норвегия (IFPI Norway) | Платиновый     | 50 000*    |
| Польша (ZPAV) | Золотой        | 50 000*    |
| Сингапур | —              | 70,000     |
| Испания (PROMUSICAE) | 2× Платиновый  | 200 000^   |
| Швейцария (IFPI Switzerland) | Золотой        | 25 000^    |
| Великобритания (BPI) | 2× Платиновый  | 600 000^   |
| США (RIAA) | 11× Платиновый | 11 000 000 |
| Итого |                |            |
| Европа (IFPI) | 3× Платиновый  | 3 000 000* |
| Мир | —              | 20,000,000 |
| * Данные о продажах приведены только на основе сертификации. · ^ Данные о тиражах приведены только на основе сертификации. · Данные о продажах + прослушиваниях приведены только на основе сертификации. |                |            |